# Жан Сесембер
Жан Сесембер (фр. Jean Sécember, 10 квітня 1911, Туркуен — 6 лютого 1990, Туркуен) — французький футболіст, що грав на позиції нападника, зокрема за «Рубе» та національну збірну Франції.

## Клубна кар'єра
У дорослому футболі дебютував 1931 року виступами за «Туркуен» з рідного однойменного міста, в якій провів два сезони. 
1933 року перейшов до «Рубе», за який відіграв чотири сезони. Більшість часу, проведеного у складі «Рубе», був основним гравцем атакувальної ланки команд та одним із її головних бомбардирів, маючи середню результативність на рівні 0,6 гола за гру першості. Завершив кар'єру футболіста виступами за «Рубе» у 1937 році.

## Виступи за збірну
1932 року дебютував в офіційних матчах у складі національної збірної Франції.
Загалом протягом чотирьох років кар'єри в національній команді провів у її формі 4 матчі, забивши 5 голів.
Помер 6 лютого 1990 року на 79-му році життя в рідному Туркуені.